# أمل فرح
أمل فرح كاتبة مصرية، ومن أهم كُتاب الأطفال في مصر. حصلت على العديد من الجوائز والتكريمات على عملها بمجال الكتابة للأطفال، ومنها جائزة اليونسكو الدولية للتسامح في كتب الأطفال، عن كتاب هف بلف عام 2002، ثم جائزة «إيبي» الدولية عن كتب الأطفال المتميزة في مجال الإعاقة عن كتاب الصندوق عام 2004، وجائزة سوزان مبارك الأولى في أدب الطفل مرتين هي أيضاً ناشرة خبيرة تربوية تؤلِّف وتُشرف على تحرير إصدارات  دار «شجرة» لنشر كتب الأطفال (تغير اسمها إلى دار «أشجار»)، والتي أسستها مع زوجها الفنان التشكيلي مجدي الكفراوي عام 2014. وكانت تشغل قبل ذلك منصب نائب مدير تحرير مجلة ميكي في طبعتها المصرية الصادرة عن شركة نهضة مصر، وكبيرة محرري كل مجلات ديزني في مصر والصادرة عن الشركة نفسها.

اشتغلت فرح بالصحافة وصحافة الأطفال والكتابة لمسرح العرائس والأغاني للأطفال، وشاركت في أعمال من قبيل مسلسل بكار، الذي كتبت أغانيه عبر ستة مواسم للمسلسل، وأغاني مسلسل عالم سمسم في موسم عام 2000م.

## كتب الأطفال
- الغزالة والصياد - دار الشروق.
- مثلث ودائرة - دار الشروق.
- الصندوق - نهضة مصر.
- الألوان - نهضة مصر.
- قطة تقول بخاو - نهضة مصر.
- الولد والسلة - نهضة مصر.
- قطار لا يقول تووووت - نهضة مصر.
- كيف اختفى أخر الديناصورات - نهضة مصر.
- نقوش غريبة - اليونسكو.
- سارة البيبروميا - دار شجرة، مصر، 2015.
- مذكرات فتاة - دار شجرة، مصر، 2015.
- السيد ليل والشمس - دار شجرة، مصر، 2015.
- نقطة - دار شجرة، مصر، 2015.
- النهايات السعيدة - دار شجرة، مصر، 2015.
- ابتشو - دار شجرة، مصر، 2015.
- هذا ما حدث - دار شجرة، مصر، 2015.
- أريد ان أكون سُلَحفاة - دار شجرة، مصر، 2015.
- الشمس - دار شجرة، مصر، 2015.
- الرحلة - دار شجرة، مصر، 2015.
- الكائجرو - دار «شجرة»، مصر، 2016.
- الوحش - دار «شجرة»، مصر، 2016.
- علاقة مختلفة - دار «شجرة»، مصر، 2016.
- أريد أن أبكي - دار «شجرة»، مصر، 2016.
- كتاب مختلف وعادي جدًّا جدًّا - دار «شجرة»، مصر، 2017.
- الخفي - دار «شجرة»، مصر، 2017.
- أجراس صغيرة - دار «شجرة»، مصر، 2018.
- بطريقة أخرى - دار «و»، الإمارات، 2019.
- المدهش - دار «و»، الإمارات، 2020.
- الدائرة دوارة - دار «و»، الإمارات، 2020.

## بعض الجوائز والتكريم
تكريم وشهادة تقدير، وزارة الهجرة، مؤتمر«مصر تستطيع بالتعليم»، مصر 2018.
جائزة أحسن نص «كتاب مختلف وعادي جدًّا جدًّا»، الملتقي العربي لناشري كتب الأطفال، الإمارات، 2018.
جائزة أحسن كتاب «مذكرات فتاة»، مؤسسة الفكر العربي، لبنان 2017.
جائزة أفضل نص «أريد أن أكون سُلَحفاة»، مسابقة اتصالات، الإمارات، 2016.
شهادة قائمة شرف الإيبي الدولي عن كتاب «أنا إنسان»، سويسرا، 2012.
شهادة قائمة شرف الإيبي الدولي عن كتاب «أين اختفى آخر الديناصورات»، سويسرا، 2008.
شهادة قائمة شرف الإيبي الدولي فئة الكتب المتميزة في مجال الإعاقة عن كتاب «الصندوق» سويسرا، 2007.
جائزة التميز أفضل نص «أين اختفى آخر الديناصورات»، مسابقة سوزان مبارك لأدب الأطفال، مصر، 2006.
شهادة تقدير عن نص «نقوش غريبة»، أفضل نص عربى يمكن تنفيذه من قِبل عشرة رسامين عرب، ورشة اليونسكو، لبنان،  2005.
جائزة التميز أفضل نص «الصندوق»، مسابقة سوزان مبارك لأدب الأطفال، مصر، 2004.
شهادة قائمة شرف الإيبي المصرية (المجلس القومي لكتب الأطفال والناشئة) عن كتاب «الصندوق»، 2004.
شهادة تقدير لأدب الأطفال في خدمة التسامح عن «هف.. بلف»، اليونسكو، باريس، 2003.
الجائزة الفضية عن أغنية «مسامير»، مهرجان الإذاعة والتلفزيون، مصر، 2001.
جائزة أفضل برنامج تلفزيوني عن برنامج «نغم الخطوات»، مهرجان الإذاعة والتلفزيون، مصر، 2000.
الجائزة الأولى لأغاني الأطفال عن أغنية «أجمل شيء في الكون»، مهرجان الإذاعة والتلفزيون، مصر،1999.
الجائزة الثانية لأغاني الأطفال عن أغنية «مكتبة وكتاب»، من مهرجان الإذاعة والتلفزيون، مصر، 1998.
الجائزة الثالثة لأفضل أغنية عن حرب أكتوبر عن أغنية «فاكرين يوم6 أكتوبر»، وزارة الدفاع المصرية، 1998.
جائزة المركز الثاني للشعر، صندوق التنمية الثقافية، مصر، 1997.
جائزة المركز الثاني للأغاني المسرحية، الهيئة العامة لقصور الثقافة، مصر، 1987.